# Porrocaecum crassum
Porrocaecum crassum ist eine Art der Spulwürmer, die im Dünndarm von Enten vorkommt.

## Merkmale
Porrocaecum crassum hat eine rötlich-weiße Farbe. Männchen sind zwischen 12 und 30 mm lang, Weibchen 40 bis 55 mm. Kaudalflügel sind nicht ausgebildet, der Schwanz der Männchen ist konisch. Der Lebenszyklus ähnelt dem anderer Spulwürmer, als Zwischenwirt dienen Regenwürmer.